# Barra (microregio)
Barra is een van de 32 microregio's van de Braziliaanse deelstaat Bahia. Zij ligt in de mesoregio Vale São Francisco da Bahia en grenst aan de deelstaat Piauí in het noordwesten, de mesoregio Extremo Oeste Baiano in het westen en zuidwesten, de microregio Bom Jesus da Lapa in het zuiden, de mesoregio's Centro-Sul Baiano in het zuidoosten en Centro-Norte Baiano in het oosten en de microregio Juazeiro in het noordoosten en noorden. De microregio heeft een oppervlakte van ca. 32.156 km². Midden 2004 werd het inwoneraantal geschat op 166.666.
Zeven gemeenten behoren tot deze microregio:
- Barra
- Buritirama
- Ibotirama
- Itaguaçu da Bahia
- Morpará
- Muquém de São Francisco
- Xique-Xique

Mesoregio's: Centro-Norte Baiano · Centro-Sul Baiano · Extremo Oeste Baiano · Metropolitana de Salvador · Nordeste Baiano · Sul Baiano · Vale São-Franciscano da Bahia

Microregio's: Alagoinhas · Barra · Barreiras · Bom Jesus da Lapa · Boquira · Brumado · Catu · Cotegipe · Entre Rios · Euclides da Cunha · Feira de Santana · Guanambi · Ilhéus-Itabuna · Irecê · Itaberaba · Itapetinga · Jacobina · Jequié · Jeremoabo · Juazeiro · Livramento do Brumado · Paulo Afonso · Porto Seguro · Ribeira do Pombal · Salvador · Santa Maria da Vitória · Santo Antônio de Jesus · Seabra · Senhor do Bonfim · Serrinha · Valença · Vitória da Conquista